# Bissa (Sprache)
Das Bissa, auch als Bisa oder Boussancé bekannt, ist eine Ost-Mande-Sprache, die heute von geschätzten 450.000 Personen der Bissa in der Provinz Boulgou im Südosten Burkina Fasos und in kleinen Enklaven im nördlichen Ghana und Togo gesprochen wird.
Vergleichbar dem San handelt es sich um eine Mande-Sprachinsel im Verbreitungsgebiet der Gur-Sprachen. Das Hauptverbreitungsgebiet ist fast vollständig vom Mòoré umschlossen. Nur im Süden stößt es an das Kasem, das Kusaal und an das Moba.

## Dialektale Gliederung
Das Bissa im heutigen Burkina Faso untergliedert sich in zwei Hauptdialekte: Lebri im Westen und Barka in Osten. Innerhalb des westlichen Dialektes können zwei weitere Unterformen, das Kern-Lebri und das Lere, unterschieden werden. Unterschiede zwischen den Varietäten lassen sich sowohl im Wortschatz als auch in der Phonologie und Morphologie finden. Die Verschiedenheit zwischen den Hauptdialekten Barka und Lebri ist sehr ausgeprägt. Eine Verständigung von Sprechern der südlichen Lebri-Variante Lere mit den Barka-Sprechern ist nur schwer möglich.

## Soziolinguistische Situation
Die soziolinguistischen Untersuchungen  zeigen unterschiedliche Konstellationen von Mehrsprachigkeit in den verschiedenen Dialektgebieten. Bei Lebri-Sprechern ist die Kompetenz des Mòoré, der in diesem Gebiet dominanten Sprache, wesentlich seltener und geringer als bei Barka-Sprechern. Im westlichen Lebri-Dialekt wird eine Kompetenz im Mòoré von der Mehrheit der Sprecher sogar vollkommen verneint und bei Befragungen zur Mehrsprachigkeit Bissa als einzige Sprache angegeben.